# Заіка Олександр Олександрович
Заіка Олександр Олександрович (позивний «Субота», нар. 13 липня 1998 року с. П'ятківка.Україна) — український військовий, підполковник, заступник командира 47-ї окремої механізованої бригади «Ма́ґура».

## Біографія
Народився 13 липня 1998 року у селі П'ятківка Вінницької  області. Випускник Закарпатського обласного ліцею-інтернату з посиленою військово-фізичною підготовкою імені Героїв Красного Поля та Національної академії сухопутних військ імені Гетьмана Петра Сагайдачного (закінчив у 2019 році).
Після закінчення Академії розпочав службу лейтенантом, командиром взводу 53-ї ОМБр. У 2024 році отримав звання Підполковник Збройних сил України.

## Російсько-українська війна
У 2019 році відбув першу ротацію до зони бойових дій. Як командир взводу разом з підрозділом виконував бойові завдання під час оборони Нью-Йорку (Новгородське). З 2020 року командир роти у 53-й окремій механізованій бригаді імені Володимира Мономаха. 
З початку повномасштабного вторгнення Росії в Україну командував підрозділом, який обороняв околиці Волновахи. У березні 2022 року підрозділ під командуванням Олександра Заіки прийняв бій за н.п. Рівнопіль, Волноваського району, в якому противник відступив, зазнавши суттєвих втрат у живій силі та техніці.
У вересні 2022 року очолив механізований батальйон 53 окремої механізованої бригади, який брав участь у боях Бахмутського, Вугледарського та Авдіївського напрямку. Вже в січні  2024 року очолив механізований батальйон 47-ї окремої механізованої бригади «Ма́ґура» який брав участь в боях та обороні на Авдіївському та Покровському напрямку. З серпня 2024 був призначений на посаду Заступник Командира 47-ї окремої механізованої бригади «Ма́ґура»

## Нагороди
- Іменна Вогнепальна Зброя[джерело?]
- Орден  Богдана Хмельницького III ступеня[2]